# Liceo scientifico Torquato Taramelli
Il Liceo scientifico Taramelli, unico indirizzo scientifico presente a Pavia fino al 1960, è divenuto statale solo dopo il 1923. Situato nel centro storico della città, l'istituto prende il nome dal geologo Torquato Taramelli.

## Storia
L'attuale liceo si trova in quello che a partire dal XV secolo era un florido convento carmelitano in cui era tenuta una scuola di teologia di preparazione alla laurea.
Nel XVII secolo il convento fu sede di una facoltà di filosofia (come rivela un tesario del 1695). A partire dal 1799 fu poi sede delle scuole Normali e alloggio degli insegnanti.

## Struttura
La struttura dell'edificio è costituita da un porticato sorretto da ventidue colonne, abbellite da alcuni semplici capitelli. Nel centro del cortile si trova un grande cedro del Libano che sovrasta tutta la struttura e allo stesso tempo dà una certa armonia e quiete al porticato. Il cortile è collegato (assieme a tutta la struttura) direttamente sia alla piazza del Carmine (a pochi passi dall'istituto) sia all'interno della chiesa che dà sulla piazza.

## Chiostro

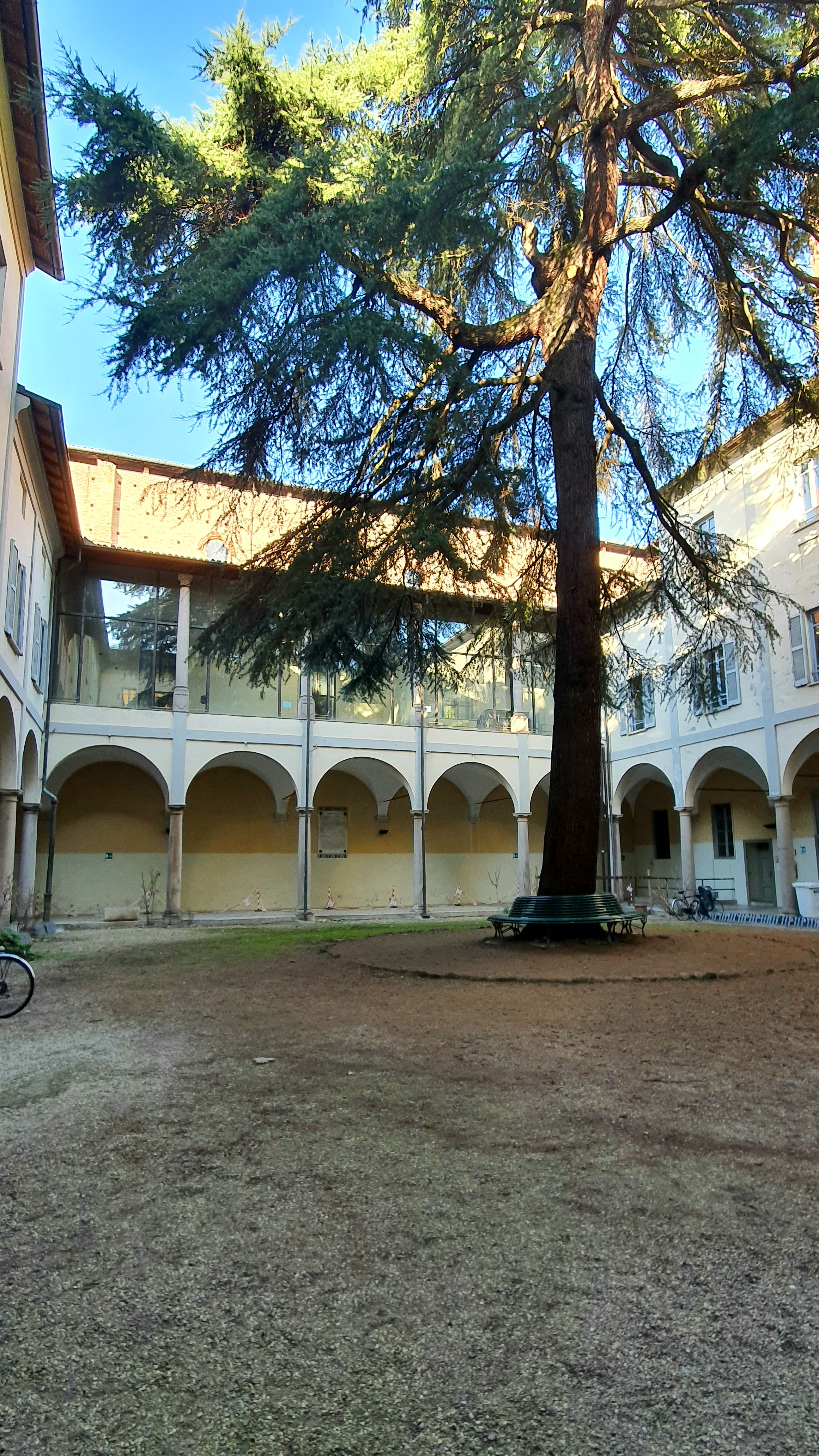
Chiostro del liceo

Il convento si estendeva su tutto il fianco destro della chiesa del Carmine. Chiesa e Convento costituivano una sorta di
isola circoscritta da: Piazza del Carmine, Via Mascheroni, Via XX Settembre, Largo Panizza, Via Roma.
Ben poco rimane però dello stabile precedente, sopravvivono unicamente due porte, attigue alla chiesa. Nel 1700 a causa di esigenze scolastiche il Chiostro venne trasformato in sede di facoltà filosofica. Lo stabile venne successivamente modificato costruendo due portali archiacuti in terracotta che sono tutt'oggi visibili, uno dalla sacrestia e l'altro nella settima Cappella di destra come comunicazione tra il Chiostro e la Chiesa.
Edificato presumibilmente nel 1461 conserva tuttora l'aspetto quattrocentesco: la galleria è retta da massicce volte che sorreggono le strutture sovrastanti e serve da pausa tra due ambienti che hanno funzioni diverse. Tramite un passaggio coperto il chiostro è collegato alla piazza, di forma quadrangolare, circondata da strettoie alternate a sequenze di colonne e arcate.
Al centro del cortile si trova un Cedro del Libano.